# Schönburger
Le  schönburger  est un cépage de cuve allemand de raisins blancs.

## Origine et répartition géographique
Le cépage est une obtention de Heinrich Birk dans l'institut Institut für Rebenzüchtung und Rebenveredlung der Hessischen Forschungsanstalt für Weinbau, Gartenbau, Getränketechnologie und Landespflege aujourd'hui Forschungsanstalt Geisenheim. L'origine génétique est vérifiée et c'est un croisement des cépages pinot noir × pirovano 1 réalisé en 1939. Le cépage est autorisé dans de nombreux Länder en Allemagne où il couvre 40 hectares.
Il est aussi cultivé en Grande-Bretagne (76 hectares) ainsi qu'au Brésil, en Italie, au Canada et en Tchéquie.

En Belgique, il est autorisé pour les AOCs flamandes Hageland  et Haspengouw .
Le nom du cépage se rapporte à celui du château Schönburg près de Oberwesel.

## Caractèresampélographiques
- Extrémité du jeune rameau cotonneux, blanc verdâtre.
- Jeunes feuilles duveteuses, blanc.
- Feuilles adultes, à 5 lobes avec des sinus supérieurs en lyre étrite, fermée, un sinus pétiolaire en V plus ou moins fermé, des dents anguleuses, moyennes, en deux séries.

## Aptitudes culturales
La maturité est de première époque moyenne : avec le chasselas.

## Potentiel technologique
Les grappes  sont petites à moyennes et les baies sont de taille moyenne. La grappe est conique, ailée et moyennement compacte. Le cépage donne des vins blanc légèrement musqué rappelant les arômes d'un traminer.

## Synonymes
Le Schönburger est connu sous le nom de Gm 15-114.